# 티무르 타이마조프
티무르 보리소비치 타이마조프(러시아어: Тиму́р Бори́сович Тайма́зов, 1970년 9월 8일 ~ ) 혹은 티무르 보리소비치 타이마조우(우크라이나어: Тимур Борисович Таймазов)는 우크라이나의 역도 선수, 러시아의 관료이다. 1992년 하계 올림픽때 헤비급 부문에서 은메달을 획득했으며, 1996년 하계 올림픽에서 헤비급 금메달을 획득했다.

## 경력
타이마조프는 현재의 북오세티야 공화국의 영역인 북오세티야 자치 소비에트 사회주의 공화국의 프리고로드니 지구의 마을인 노기르에서 태어났다. 동생인 아르투르 타이마조프는 우즈베키스탄 레슬링 국가대표 선수로 활동했다. 펠릭스 나비예프에게 역도를 배운 그는 1989년에 소련군에 징집되어 우크라이나 소비에트 사회주의 공화국에서 복무했으며, 소련의 해체 후 우크라이나에 남아 우크라이나 국적을 취득하였다. 우크라이나 독립 후에는 우크라이나 중앙 육군 스포츠 클럽(CSKA) 소속 역도 선수로 활약했다.
은퇴 후에는 고향인 북오세티야로 돌아가 러시아 국적을 취득하였다. 이후 북오세티야 대학교을 졸업하였고, 북오세티야 공화국의 세무부 공무원이 되었다. 이후 2009년 북오세티야 제5조세국 국장에 임명되었다.